# Csepel (keresztnév)
A Csepel férfinév ismeretlen eredetű régi magyar személynév. Lehet, hogy összefügg a cseple, cseplye szavakkal, amiknek a jelentése sarjadék (erdő), bozótos; egyes vidékeken pedig apró, csenevész.

## Gyakorisága
Az 1990-es években szórványos név, a 2000-es években nem szerepel a 100 leggyakoribb férfinév között.

## Névnapok
- május 24.[2]
- december 12.[2]